# Gloria Parker-Simmons
Gloria Parker-Simmons est un personnage de fiction, personnage principal de plusieurs romans d'Andrea H. Japp. Elle est mathématicienne, spécialisée dans les statistiques et "offre" ses talents au FBI (ou à la CIA, ou à des spécialistes du marketing, toujours à prix d'or !) pour résoudre des enquêtes. Elle collabore avec James Irwin Cagney, profileur au FBI qui, malgré son scepticisme initial sur l'apport d'une mathématicienne, finit par apprécier de plus en plus son concours, à tel point qu'une relation s'est établie entre les deux protagonistes au fil des tomes.
Appuyée sur des analogies mathématiques et grâce à un programme informatique qu'elle a mis au point, la méthode de Gloria - comme elle l'appelle -, bouleverse les méthodes policières traditionnelles bien avant Charlie Eppes dans la série Numb3rs et permet de dessiner, en croisant les informations les plus diverses issues des enquêtes policières, un "portrait" du criminel recherché.

## Romans
- La Parabole du tueur, éditions du Masque, Paris, 1996, 308 p.,  (ISBN 2-7024-7840-9), (BNF 35822108). — Réédition : Librairie générale française, coll. « Le Livre de poche » no 14461, Paris, 1997, 283 p.,  (ISBN 2-253-14461-4), (BNF 36705309).
- Le Sacrifice du papillon, éditions du Masque, Paris, 1997, 355 p.,  (ISBN 2-7024-7865-4), (BNF 36170764). Réédition :  Librairie générale française, coll. « Le Livre de poche » no 17106, Paris, 1999, 382 p.,  (ISBN 2-253-17106-9), (BNF 37051801).
- Dans l'œil de l'ange, éditions du Masque, Paris, 1998, 335 p.,  (ISBN 978-2-7024-7871-4)
- La Raison des femmes, éditions du Masque, Paris, 1999, 386 p.,  (ISBN 2-7024-7904-9), (BNF 37048264). Réédition :  Librairie générale française, coll. « Le Livre de poche » no 17129, Paris, 2000, 284 p.,  (ISBN 2-253-17129-8), (BNF 37112710).

Les quatre volumes de cette série ont fait l'objet d'une réédition globale en un volume :
- 1. Le cycle des Gloria (présentation de Marie-Caroline Aubert : Andrea H. Japp ou le meurtre en équations), éditions du Masque, coll. « Intégrales », Paris, 2001, 958 p.,  (ISBN 2-7024-3006-6)

Postérieurement, Andrea H. Japp a repris ses héros dans l'ouvrage suivant :
- Le Ventre des lucioles, éditions Flammarion, coll. « Flammarion noir », Paris, 2001, 317 p.,  (ISBN 2-08-068241-5), (BNF 37707679). — Réédition : éditions J'ai lu, coll. « J'ai lu : thriller » no 6361, Paris, 2002, 316 p.,  (ISBN 2-290-31999-6), (BNF 38902293).